# الكدية البيضاء
الكدية البيضاء هي جماعة قروية في إقليم تارودانت بجهة سوس ماسة جنوب المغرب. وهي تضم 875 21 نسمة، حسب الإحصاء العام للسكان والسكنى لسنة 2014. وبالتالي فهي أكبر جماعة قروية في إقليم تارودانت من حيث عدد السكان.
يقع مقر الجماعة على الطريق السريع بين تارودانت وأكادير، ويبعد عن مدينة تارودانت بـ 35 كلم.

## دواوير الجماعة
- دوار إيلالة
- دوار إداوكليد
- دوار الكدية
- دوار بني طليب
- دوار السمومات لرجام
- دوار الكرون
- دوار الزبيرات
- دوار الكرارمة
- دوار بوحمارة
- دوار بوخشبة
- دوار الركايك
- دوار الكرون الكرعة

## التعليم
قائمة المؤسسات التعليمية في جماعة الكدية البيضاء:
- مجموعة مدارس الحفايا (الدواوير: الكدية، اداوكليد، سمومات لرجام، بوحمارة)
- مجموعة مدارس صلاح الدين الأيوبي (الدواوير: الكرون، الكريعة)
- مجموعة مدارس الشريف الإدريسي (المركزية: بوخشبة / الوحدات: الركايك)
- مجموعة مدارس المعري (الدواوير: ايلالة، الزبيرات، الكرارمة)
- ثانوية المجد

## الصحة
المركز الصحي بدوار بوخشبة.
المركز الصحي و دار للولادة  بدوار الكدية البيضاء